# Calea bahiensis
Calea bahiensis là một loài thực vật có hoa trong họ Cúc. Loài này được (Mattf.) H.Rob. mô tả khoa học đầu tiên năm 1975.